# Deepal
 (octobre 2023).
La mise en forme du texte ne suit pas les recommandations de Wikipédia : il faut le « wikifier ».
Les points d'amélioration suivants sont les cas les plus fréquents :
- Les titres sont pré-formatés par le logiciel. Ils ne sont ni en capitales, ni en gras.
- Le texte ne doit pas être écrit en capitales (les noms de famille non plus), ni en gras, ni en italique, ni en « petit »…
- Le gras n'est utilisé que pour surligner le titre de l'article dans l'introduction, une seule fois.
- L'italique est rarement utilisé : mots en langue étrangère, titres d'œuvres, noms de bateaux, etc.
- Les citations ne sont pas en italique mais en corps de texte normal. Elles sont entourées par des guillemets français : « et ».
- Les listes à puces sont à éviter, des paragraphes rédigés étant largement préférés. Les tableaux sont à réserver à la présentation de données structurées (résultats, etc.).
- Les appels de note de bas de page (petits chiffres en exposant, introduits par l'outil «  Source ») sont à placer entre la fin de phrase et le point final[comme ça].
- Les liens internes (vers d'autres articles de Wikipédia) sont à choisir avec parcimonie. Créez des liens vers des articles approfondissant le sujet. Les termes génériques sans rapport avec le sujet sont à éviter, ainsi que les répétitions de liens vers un même terme.
- Les liens externes sont à placer uniquement dans une section « Liens externes », à la fin de l'article. Ces liens sont à choisir avec parcimonie suivant les règles définies. Si un lien sert de source à l'article, son insertion dans le texte est à faire par les notes de bas de page.
- La présentation des références doit suivre les conventions bibliographiques. Il est recommandé d'utiliser les modèles {{Ouvrage}}, {{Chapitre}}, {{Article}}, {{Lien web}} et/ou {{Bibliographie}}. Le mode d'édition visuel peut mettre en forme automatiquement les références.
- Insérer une infobox (cadre d'informations à droite) n'est pas obligatoire pour parachever la mise en page.

Pour une aide détaillée, merci de consulter Aide:Wikification.
Si vous pensez que ces points ont été résolus, vous pouvez retirer ce bandeau et améliorer la mise en forme d'un autre article.
Deepal (ou Shenlan) (chinois : 深蓝汽车 ; pinyin : Shēnlán qìchē ; litt. « bleu foncé ») est une entreprise de fabrication de véhicules électriques appartenant à Chang'an Automobile.
La société s'appelait à l'origine Chongqing Changan New Energy Automobile Technology, fondée en 2018 et est devenue une marque indépendante depuis 2023.

## Histoire
En avril 2008, Chang'an Automobile et Chongqing Science and Technology Venture Capital Co., Ltd. ont investi conjointement pour créer Changan New Energy Automobile Co., Ltd.
Le 8 décembre 2017, la division Nouvelles Energies de Changan Automobile a été créée, consolider la planification des nouveaux produits énergétiques, le développement complet du véhicule, le développement du système de transmission, l'approvisionnement et les ventes au sein de la division.
De janvier 2020 à mars 2022, avec la consolidation de Changan New Energy et de la division New Energy de Changan Automobile, Changan New Energy Automobile Technology a été créée. Après l'introduction de 12 investisseurs dans deux tours distincts, la participation de Changan Automobile a été temporairement réduite de 100 % à 40,66 %. La société a annoncé le premier modèle SL03 (nom de code C385) sous la marque « Changan Shenlan ».
Fin 2022, Changan Automobile
a annoncé l'acquisition d'une participation de 10,34% dans Changan New Energy Automobile Technology auprès de deux actionnaires, augmentant sa participation de 40,66% à 51,00%, reprenant ainsi le contrôle de l'entreprise.
En 2023, le nom anglais de la marque Changan Shenlan a été annoncé, le « Deepal », et la Changan New Energy Automobile Technology a été renommée Deepal Automobile Technology. La marque Deepal était exploitée indépendamment du groupe Changan.

## Des produits
Le premier modèle de Deepal, le SL03 (nom de code C385), a été introduit en 2022. Les modèles Deepal actuels utilisaient la plate-forme Chang'an EPA NEV, séparée en EPA0, EPA1 et EPA2. Cinq modèles initiaux seront publiés, 1 basé sur EPA0 et 4 basés sur EPA1.

### Modèles actuels

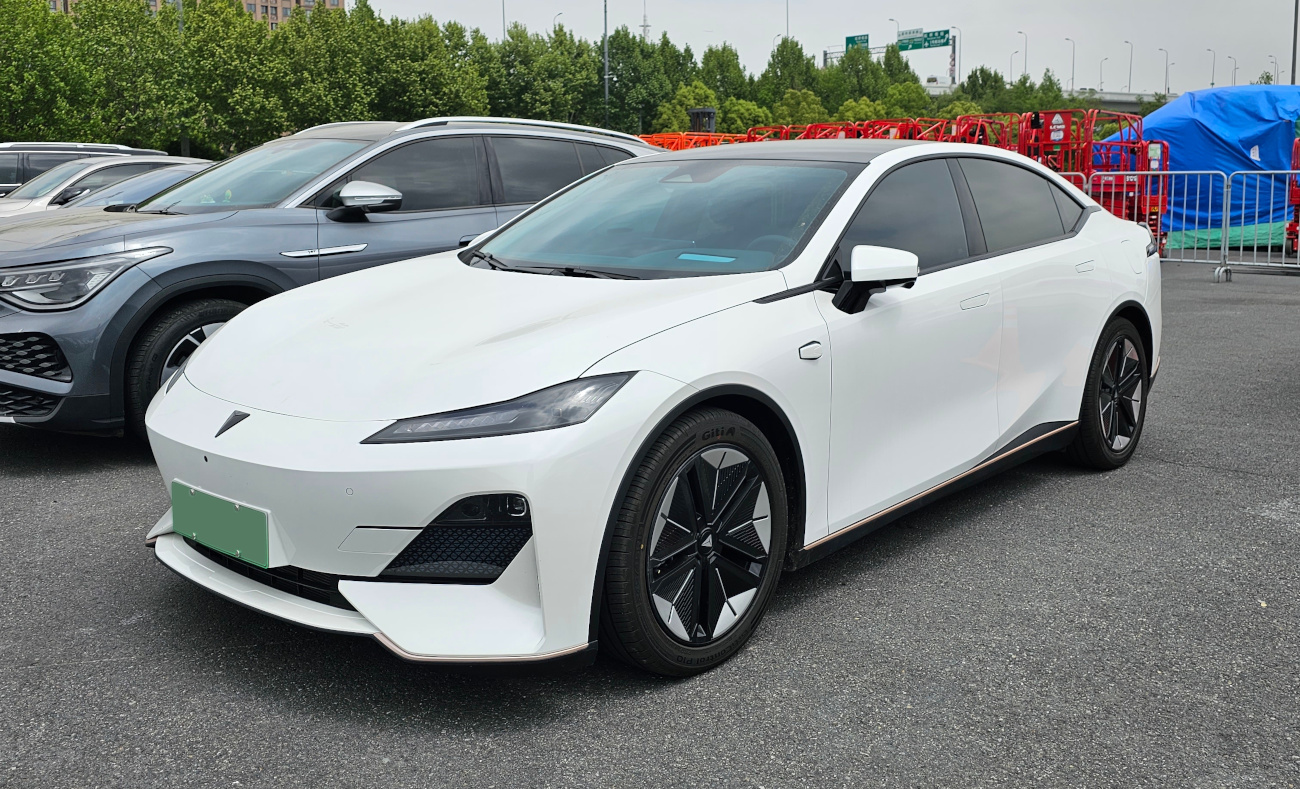
Deepal SL03 (2022-présent) - Berline compacte Av/Rev
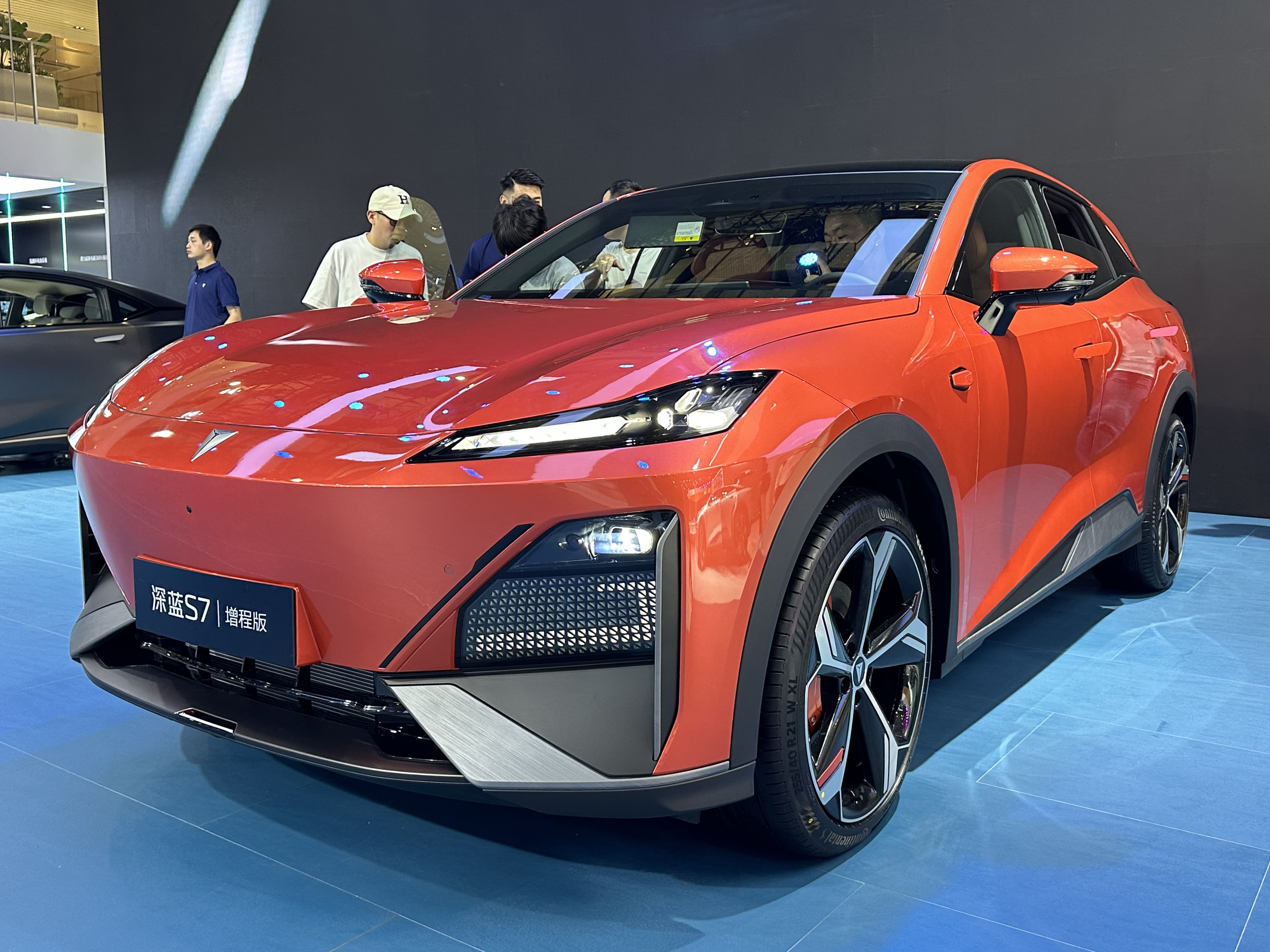
Deepal S07 (2023-présent) - compact EV/EREV SUV  - Deepal SL03.
  - Deepal S07.

## Les références
1. ↑  « 长安汽车多维度布局新能源汽车产业_中证网 », sur www.cs.com.cn (consulté le 23 septembre 2023)
2. ↑  « 纠结的长安新能源战略：阿维塔、深蓝变"干儿子"，再造"亲儿子"启源 - 经济观察网 － 专业财经新闻网站 », sur www.eeo.com.cn (consulté le 23 septembre 2023)
3. ↑  (zh-CN) 无敌电动, « 长安汽车回应长安深蓝更名，长安深蓝更名深蓝汽车 », sur CarMeta,‎ 15 avril 2023 (consulté le 23 septembre 2023)
4. ↑  « 5 New Cars/New EPA1 Platform/Intelligent Technology Upgrade Interpretation of Changan New Energy's Latest Plan », inf.news,‎ 5 août 2022 (lire en ligne)